# Circle L
Circle L — 1,7-литровый (1686 см3) рядный четырёхцилиндровый 16-клапанный дизельный двигатель внутреннего сгорания, выпускавшийся с 1999 по 2016 год немецкой компанией Opel. Применялся в автомобилях Opel, Vauxhall, Chevrolet и Honda Civic.

## Технические характеристики
По соображениям экономии General Motors и Isuzu решили не создавать двигатель «с нуля», а разработать новый двигатель на существующей базе. Таким образом, был выбран 1,7-литровый двигатель  Isuzu 4EE1 (4EE2), ставший прародителем семейства Circle L.
Отличия заключаются в распредвалах DOHC и непосредственном впрыске. Первые двигатели имели простой непосредственный впрыск и соответствовали стандарту Евро-3, в то время как более поздние двигатели соответствовали стандарту Евро-4 и использовали аккумуляторную топливную систему. Circle L стал первым двигателем Opel с системой Common Rail.
Чуть позже двигатели семейства Circle L стали частью семейства Ecoflex.

### Y17DT
Y17DT являлся первым двигателем семейства Circle L, который отвечает стандарту Евро-3. Его степень сжатия составляет 18,4:1. Устройство имеет систему управления двигателем Denso, как и в большинстве двигателей Circle L. Также установлены турбонаддув Mitsubishi TD025 и система рециркуляции выхлопных газов. Мощность составляет 55 кВт (74 л. с.) при 4400 об/мин, а крутящий момент — 165 Н·м при 1800—3000 об/мин. Двигатель применялся в:
- Opel Corsa C 1.7 DTI 16V 75 л.с. (2000—2003);
- Opel Combo C 1.7 DTI 16V (2002—2004);
- Opel Astra G 1.7 DTI 16V (1999—2003);
- Opel Meriva 1.7 16V DTI (2003—2005).

### Y17DTL
Y17DTL являлся вариантом Y17DT с пониженной мощностью, от которого отличается отсутствием интеркулера. Мощность снижена до 48 кВт (64 л. с.) при 4400 об/мин, а крутящий момент — до 130 Н·м при 2000—3000 об/мин. Двигатель применялся в:
- Opel Corsa C 1.7 16V 65 л.с. (2000—2003);
- Opel Combo C 1.7 DI 16V (2002—2004).

### Z17DTL
Двигатель Z17DTL с турбонаддувом и степенью сжатия 18,4:1 развивает мощность 59 кВт (79 л. с.) при 4400 об/мин и крутящий момент 170 Н·м при 1800 об/мин. Он применялся в:
- Opel Astra G 1.7 16V CDTI (2003—2004);
- Opel Astra H 1.7 CDTI (2004—2005).

### Z17DT
Двигатель Z17DT с турбокомпрессором с изменяемой геометрией и степенью сжатия 18,4:1 развивает мощность 74 кВт (100 л. с.) при 4400 об/мин и крутящий момент 240 Н·м при 2300 об/мин. Он применялся в:
- Opel Corsa C 1.7 16V CDTI 101CV (2003—2006);
- Opel Meriva A 1.7 CDTi 16v 101CV (2003—2005).

Экологические нормы — Евро-4.

### Z17DTH и A17DT
Мощность двигателей Z17DTH и A17DT составляет 74 кВт (100 л. с.) при 4400 об/мин, а крутящий момент увеличен до 260 Н·м при 2300 об/мин. Двигатели применялись в:
- Opel Meriva A 1.7 CDTI A (2005—2010);
- Opel Astra H 1.7 CDTI (2004—2008);
- Opel Combo C 1.7 CDTI (2004—2010);
- Opel Corsa C 1.7 CDTI (2003—2006).

В Opel Astra 1.7 CDTI 16V применялась система управления двигателем Bosch, а в остальных моделях применялся блок управления Denso. К 2010 году двигатель стал развивать мощность 74 кВт (99 л. с.) при 4000 об/мин и крутящий момент 260 Н⋅м при 1750—2550 об/мин. Он применялся в:
- Opel Meriva B 1.7 CDTI (2010—2013)

### Z17DTR и A17DTR
Z17DTR и A17DTR являются более мощными вариантами двигателей Z17DTH и A17DT. Они также соответствуют стандарту Евро-4, однако их степень сжатия была снижена до 18,2:1. Как и во всех двигателях Евро-4, присутствует система рециркуляции выхлопных газов. Мощность составляет 92 кВт (123 л. с.) при 4000 об/мин, а крутящий момент — 280 Н⋅м при 2000—2700 об/мин. Двигатели применялись в:
- Opel Corsa D 1.7 CDTI 16V мощностью 125 л.с. (2006—2011);
- Opel Corsa D GSi 1.7 CDTI (2007—2011);
- Opel Meriva 1.7 CDTI 16V мощностью 125 л.с. (2006—2010);
- Opel Astra 1.7 16V 5p CDTI 125 л.с. (2007—2009);
- Opel Astra H SW 1.7 CDTI 16V мощностью 125 л.с. (2007—2010);
- Opel Astra GTC 1.7 CDTI 16V мощностью 125 л.с. (2007—2011).

Аббревиатура A17DTR обозначает вариант Евро-5, который в остальном имеет идентичные характеристики и применяется в:
- Opel Zafira B 1.7 CDTI 16V мощностью 125 л. с. (2009—2014);
- Opel Astra J 1.7 CDTI мощностью 125 л. с. (2010—2011).

### A17DTS
A17DTS был представлен в 2010 году. Его мощность увеличена до 96 кВт (128 л. с.) при 4000 об/мин, а крутящий момент — до 300 Н⋅м при 2000—2500 об/мин. Двигатель применялся в:
- Opel Corsa D 1.7 CDTI (2011—2013);
- Opel Astra J 1.7 CDTI мощностью 130 л. с. (2011—2014);
- Opel Meriva B 1.7 CDTI мощностью 130 л. с. (2010—2013);
- Opel Mokka 1.7 CDTI (2012—2015);
- Chevrolet Cruze 1.7 VCDi (2012—2014);
- Chevrolet Trax 1.7 D (2013—2015).

### Z17DTJ и A17DTJ
Мощность составляет 81 кВт (108 л. с.) при 3800 об/мин, а крутящий момент — 260 Н⋅м при 2000 об/мин. Двигатели применялись в:
- Opel Astra H 1.7 CDTI 16v мощностью 110 л. с. (2007—2009);
- Opel Astra J 1.7 CDTI 16v мощностью 110 л. с. (2010—2015);
- Opel Astra GTC H/SW 1.7 CDTI 16v мощностью 110 л. с. (2007—2010);
- Opel Zafira B 1.7 CDTi 16v мощностью 110 л. с. (2007—2008).

### A17DTC и A17DTE
A17DTC и A17DTE являются вторыми двигателями Ecoflex (первым был 1,3-литровый Fiat JTD). Впервые двигатели были представлены в 2008 году. Они характеризуются снижением трения движущихся частей с целью оптимизации тепловой эффективности и соответствия более строгому стандарту Евро-5. Технические характеристики идентичны Z17DTJ и A17DTJ. Двигатели применялись в:
- Opel Meriva B 1.7 CDTi 16v 110 л.с. (2010—2016);
- Opel Zafira B 1.7 CDTi 16v 110 л.с. (2008—2014);
- Opel Astra J 1.7 CDTI 16v 110 л.с. (2010—2014).

## Honda
Версия Honda оснащена топливной системой Common Rail.
Применения:
- Honda Civic (Европа)

## 4EE2
4EE2 развивает мощность 55,2 кВт (74 л. с.) при 4400 об/мин и крутящий момент 165 Н⋅м при 1800 об/мин.
Применения:
- Opel Corsa
- Opel Meriva
- Opel Astra
- Opel Zafira
- Opel Vectra
- Cummins MerCruiser Recreational Sterndrive, Inboard или Jet (Boat Engine)